# Hôtel des Mille Collines

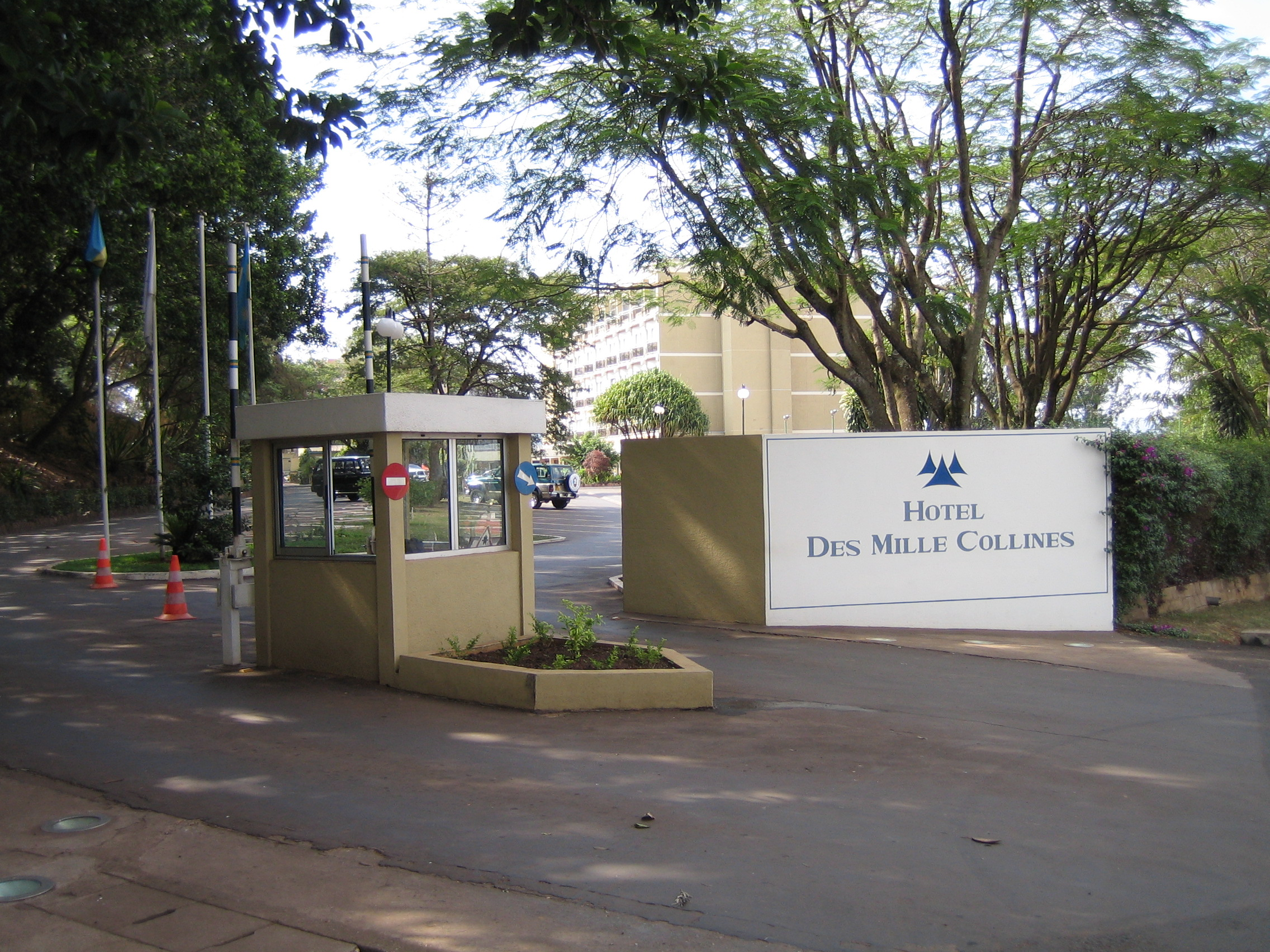
L'ingresso del complesso alberghiero.

L'Hôtel des Mille Collines è un grande albergo situato a Kigali, la capitale del Ruanda. Divenne noto per essere stato il rifugio di oltre mille persone che, protette del direttore Paul Rusesabagina, scamparono al cruento genocidio del Ruanda del 1994.

## Storia
Al tempo del genocidio, l'albergo apparteneva alla compagnia aerea belga Sabena. I precedenti direttori europei scapparono e Rusesabagina, già direttore del più piccolo Hôtel des Diplomates, fu promosso alla carica. Con l'aiuto della moglie Rusesabagina fu in grado di nascondere almeno 1 268 persone per undici settimane, riuscendo a corrompere la milizia Interahamwe di etnia hutu con alcolici e soldi, per preservare i profughi dal massacro e per poterli rifornire di cibo e acqua.
Secondo quanto si apprende dal sito ufficiale il 15 settembre 2005 l'hotel, il cui nome in francese significa «Hotel delle mille colline», dove «Mille colline» è un nome poetico che viene correntemente utilizzato per definire il Ruanda, è stato ceduto dalla Sabena (che lo possedeva sin dai tempi del genocidio) alla Mikcor Hotels Holding Rwanda. L'hotel, a quattro stelle, continua tutt'oggi ad operare.

## Adattamenti cinematografici
Dalla storia dell'hotel e del suo direttore all'epoca dei fatti è stato tratto il film Hotel Rwanda. Nel film non compare il vero hotel, poiché la pellicola è stata girata soprattutto in Sudafrica. Tuttavia l'albergo originale si può vedere nel film Accadde in aprile, film del 2005, ed in Shake Hands with the Devil, pellicola canadese del 2007.